# Discographie des Who

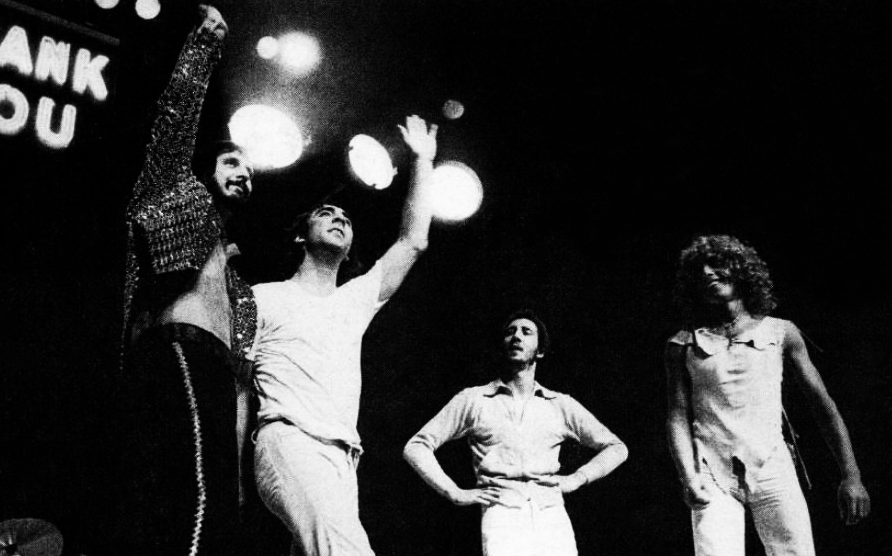
le groupe de rock britannique

Au cours de ses quarante ans de carrière, le groupe de rock britannique The Who a sorti douze albums studio et de nombreux singles.

## Albums

### Studio
| Date             | Titre              | Label                  | Classement | Classement | Classement | Classement | Classement | Certifications                              |
| Date             | Titre              | Label                  | GB         | US         | CA         | FR         | CH         | Certifications                              |
| ---------------- | ------------------ | ---------------------- | ---------- | ---------- | ---------- | ---------- | ---------- | ------------------------------------------- |
| 3 décembre 1965  | My Generation      | Brunswick / Decca      | 5          | —          | —          | —          | —          | Or (Royaume-Uni)                            |
| 9 décembre 1966  | A Quick One        | Decca / Reaction       | 4          | 67         | —          | —          | —          |                                             |
| 15 décembre 1967 | The Who Sell Out   | Decca / Track          | 13         | 48         | —          | —          | 48         |                                             |
| 23 mai 1969      | Tommy              | Decca / Track          | 2          | 4          | —          | 143        | —          | 2 × Platine (États-Unis)                    |
| 25 août 1971     | Who's Next         | Decca / Track          | 1          | 4          | 5          | 157        | —          | 3 × Platine (États-Unis)                    |
| 19 octobre 1973  | Quadrophenia       | MCA / Polydor / Track  | 2          | 2          | 2          | —          | —          | Platine (États-Unis) · Or (Royaume-Uni)     |
| 3 octobre 1975   | The Who by Numbers | MCA / Polydor          | 7          | 8          | 9          | —          | —          | Platine (États-Unis) · Or (Royaume-Uni)     |
| 18 août 1978     | Who Are You        | MCA / Polydor          | 6          | 2          | —          | —          | —          | 2 × Platine (États-Unis) · Or (Royaume-Uni) |
| 16 mars 1981     | Face Dances        | Polydor / Warner Bros. | 2          | 4          | 2          | —          | —          | Platine (États-Unis) · Argent (Royaume-Uni) |
| 4 septembre 1982 | It's Hard          | Polydor / Warner Bros. | 11         | 8          | 3          | —          | —          | Or (États-Unis)                             |
| 30 octobre 2006  | Endless Wire       | Polydor / Republic     | 9          | 7          | 10         | 62         | 51         | Or (Royaume-Uni)                            |
| 6 décembre 2019  | Who                | Polydor                | -          | -          | -          | -          | -          |                                             |

### Live
| Date            | Titre                                   | Label             | Classement | Classement | Classement | Certifications           | Enregistré |
| Date            | Titre                                   | Label             | GB         | US         | CA         | Certifications           | Enregistré |
| --------------- | --------------------------------------- | ----------------- | ---------- | ---------- | ---------- | ------------------------ | ---------- |
| 15 mai 1970     | Live at Leeds                           | Decca / MCA       | 3          | 4          | —          | 2 × Platine (États-Unis) | 1970       |
| 30 mars 1981    | Concerts for the People of Kampuchea    | Atlantic Records  | 39         | 36         | —          |                          | 1979       |
| décembre 1984   | Who's Last                              | MCA               | 48         | 81         | 56         |                          | 1982       |
| mars 1990       | Join Together                           | MCA / Virgin      | 59         | 188        | —          |                          | 1989       |
| 29 octobre 1996 | Live at the Isle of Wight Festival 1970 | Columbia / Legacy | 84         | 194        | —          |                          | 1970       |
| 15 février 2000 | BBC Sessions                            | MCA / Polydor     | 24         | 101        | —          |                          | 1965-1973  |
| 19 mars 2000    | The Blues to the Bush                   | MCA / Polydor     | —          | —          | —          |                          | 2000       |
| 5 décembre 2003 | Live at the Royal Albert Hall           | MCA / Polydor     | 72         | —          | —          |                          | 2000-2002  |
| 21 avril 2006   | Live from Toronto                       | Immortal          | —          | —          | —          |                          | 1982       |
| 5 novembre 2007 | View from a Backstage Pass              | thewho.com        | —          | —          | —          |                          | 1969-1976  |
| 18 janvier 2010 | Greatest Hits Live                      | Geffen            | —          | —          | —          |                          | 1965-2009  |
| 6 novembre 2015 | Live in Hyde Park                       | Eagles Records    | —          | —          | —          |                          | 2015       |
| 20 avril 2018   | Live At The Fillmore East 1968          | Polydor           | —          | —          | —          |                          | 1968       |
| 31 mars 2023    | The Who with Orchestra: Live at Wembley | Polydor           | —          | —          | —          |                          | 2019       |
| 1er mars 2024   | Live at Shea Stadium 1982               | Eagle Records     | —          | —          | —          |                          | 1982       |

### Bandes originales
| Date         | Titre                                 | Label         | Classement | Classement | Certifications                              |
| Date         | Titre                                 | Label         | GB         | US         | Certifications                              |
| ------------ | ------------------------------------- | ------------- | ---------- | ---------- | ------------------------------------------- |
| 19 mars 1975 | Tommy                                 | MCA / Polydor | 21         | 3          |                                             |
| 24 juin 1979 | The Kids Are Alright                  | MCA / Polydor | 26         | 8          | Platine (États-Unis) · Argent (Royaume-Uni) |
| 13 août 1979 | Quadrophenia                          | Polydor       | 23         | 46         |                                             |
| 24 mars 2008 | Amazing Journey: The Story of The Who | Polydor       | —          | —          |                                             |

### Compilations
| Date              | Titre                                   | Label     | Classement | Classement | Certifications                          |
| Date              | Titre                                   | Label     | GB         | US         | Certifications                          |
| ----------------- | --------------------------------------- | --------- | ---------- | ---------- | --------------------------------------- |
| septembre 1968    | Magic Bus: The Who on Tour              | Decca     | —          | 39         |                                         |
| 30 octobre 1970   | Meaty Beaty Big and Bouncy              | Decca     | 9          | 11         | Platine (États-Unis)                    |
| 28 septembre 1974 | Odds and Sods                           | Polydor   | 10         | 15         | Or (États-Unis) · Argent (Royaume-Uni)  |
| 24 septembre 1976 | The Story of The Who                    | Polydor   | 2          | —          |                                         |
| septembre 1981    | Hooligans                               | MCA       | —          | 52         | Or (États-Unis)                         |
| 23 novembre 1983  | Who's Greatest Hits                     | MCA       | —          | 94         | 2 × Platine (États-Unis)                |
| 30 novembre 1985  | Who's Missing                           | MCA       | 44         | 116        | Or (Royaume-Uni)                        |
| 11 avril 1987     | Two's Missing                           | MCA       | —          | —          |                                         |
| mars 1988         | Who's Better, Who's Best                | MCA       | 10         | —          | Or (États-Unis et Royaume-Uni)          |
| 5 juillet 1994    | Thirty Years of Maximum R&B             | MCA       | 480        | 170        | Or (États-Unis)                         |
| 27 août 1996      | My Generation: The Very Best of The Who | MCA       | 11         | —          | Or (États-Unis et Royaume-Uni)          |
| 13 avril 1999     | The Best of The Who                     | Universal | —          | —          | Platine (États-Unis) · Or (Royaume-Uni) |
| 11 juin 2002      | The Ultimate Collection                 | MCA       | 17         | 31         | Platine (États-Unis)                    |
| 30 mars 2004      | Then and Now                            | Geffen    | 5          | 57         |                                         |
| 2 mai 2004        | The 1st Singles Box                     | Polydor   | 154        | —          |                                         |
| 22 septembre 2009 | Greatest Hits                           | Geffen    | 127        | 56         |                                         |
| 5 avril 2011      | Icon                                    | Geffen    |            |            |                                         |
| 5 avril 2011      | Icon 2                                  | Geffen    |            |            |                                         |

## EP
- 11 novembre 1966 : Ready Steady Who (Reaction)
- 6 novembre 1970 : Tommy (Track)
- août 1988 : Won't Get Fooled Again (Polydor) — 91e au Royaume-Uni
- 17 juillet 2006 : Wire and Glass (Polydor)

## Singles

### Années 1960
| Date | Face A                   | Face B                                                                    | Classement | Classement | Album            |
| Date | Face A                   | Face B                                                                    | GB         | US         | Album            |
| ---- | ------------------------ | ------------------------------------------------------------------------- | ---------- | ---------- | ---------------- |
| 1964 | Zoot Suit                | I'm the Face                                                              | —          | —          |                  |
| 1965 | I Can't Explain          | Bald Headed Woman                                                         | 8          | 93         |                  |
| 1965 | Anyway, Anyhow, Anywhere | Daddy Rolling Stone (Royaume-Uni) Anytime You Want Me (États-Unis)        | 10         | —          |                  |
| 1965 | My Generation            | Shout and Shimmy (Royaume-Uni) Out in the Street (États-Unis)             | 2          | 74         | My Generation    |
| 1966 | Substitute               | Circles (Royaume-Uni) Waltz for a Pig (États-Unis)                        | 5          | —          |                  |
| 1966 | A Legal Matter           | Instant Party                                                             | 32         | —          | My Generation    |
| 1966 | The Kids Are Alright     | The Ox (Royaume-Uni) A Legal Matter (États-Unis)                          | 41         | 106        | My Generation    |
| 1966 | I'm a Boy                | In the City                                                               | 2          | —          |                  |
| 1966 | La-La-La Lies            | The Good's Gone                                                           | —          | —          | My Generation    |
| 1966 | Happy Jack               | I've Been Away (Royaume-Uni) Whiskey Man (États-Unis)                     | 3          | 24         | A Quick One      |
| 1967 | Pictures of Lily         | Doctor, Doctor                                                            | 4          | 51         |                  |
| 1967 | The Last Time            | Under My Thumb                                                            | 44         | —          |                  |
| 1967 | I Can See for Miles      | Someone's Coming (Royaume-Uni) Mary Anne with the Shaky Hand (États-Unis) | 10         | 9          | The Who Sell Out |
| 1968 | Call Me Lightning        | Dr. Jekyll & Mr. Hyde                                                     | —          | 40         |                  |
| 1968 | Dogs                     | Call Me Lightning                                                         | 25         | —          |                  |
| 1968 | Magic Bus                | Someone's Coming (Royaume-Uni) Dr. Jekyll & Mr. Hyde (États-Unis)         | 26         | 25         |                  |
| 1969 | Pinball Wizard           | Dogs Part Two                                                             | 4          | 19         | Tommy            |
| 1969 | I'm Free                 | We're Not Gonna Take It                                                   | —          | 37         | Tommy            |

### Années 1970
| Date | Face A                 | Face B                   | Classement | Classement | Album                |
| Date | Face A                 | Face B                   | GB         | US         | Album                |
| ---- | ---------------------- | ------------------------ | ---------- | ---------- | -------------------- |
| 1970 | The Seeker             | Here for More            | 19         | 44         |                      |
| 1970 | Summertime Blues       | Heaven and Hell          | 38         | 27         | Live at Leeds        |
| 1971 | See Me, Feel Me        | Overture                 | 12         | —          | Tommy                |
| 1971 | Won't Get Fooled Again | I Don't Even Know Myself | 9          | 15         | Who's Next           |
| 1971 | Let's See Action       | When I Was a Boy         | 16         | —          |                      |
| 1971 | Behind Blue Eyes       | My Wife                  | 34         | —          | Who's Next           |
| 1972 | Relay                  | Waspman                  | 21         | 39         |                      |
| 1972 | Join Together          | Baby Don't You Do It     | 9          | 17         |                      |
| 1973 | 5:15                   | Water                    | 20         | —          | Quadrophenia         |
| 1973 | Love, Reign o'er Me    | Water                    | —          | 76         | Quadrophenia         |
| 1974 | The Real Me            | I'm One                  | 92         | —          | Quadrophenia         |
| 1974 | Postcard               | Put the Money Down       | —          | —          | Odds and Sods        |
| 1975 | Squeeze Box            | Success Story            | 10         | 16         | The Who by Numbers   |
| 1976 | Slip Kid               | Dreaming from the Waist  | —          | —          | The Who by Numbers   |
| 1976 | Substitute             | I'm a Boy                | 7          | —          | The Story of The Who |
| 1978 | Who Are You            | Had Enough               | 18         | 14         | Who Are You          |
| 1978 | Trick of the Light     | 905                      | —          | —          | Who Are You          |
| 1979 | Long Live Rock         | I'm the Face / My Wife   | 48         | 54         | The Kids Are Alright |
| 1979 | 5:15                   | I'm One                  | —          | 45         | Quadrophenia (B.O.)  |

### Années 1980-2000
| Date | Face A                | Face B                                                   | Classement | Classement | Classement | Album        |
| Date | Face A                | Face B                                                   | GB         | US         | US Rock    | Album        |
| ---- | --------------------- | -------------------------------------------------------- | ---------- | ---------- | ---------- | ------------ |
| 1981 | You Better You Bet    | The Quiet One                                            | 9          | 18         | 1          | Face Dances  |
| 1981 | Don't Let Go the Coat | You                                                      | 47         | 84         | —          | Face Dances  |
| 1982 | Athena                | A Man Is a Man (Royaume-Uni) It's Your Turn (États-Unis) | 40         | 28         | 3          | It's Hard    |
| 1982 | Eminence Front        | One at a Time                                            | —          | 68         | 5          | It's Hard    |
| 1983 | It's Hard             | Dangerous                                                | —          | —          | 39         | It's Hard    |
| 1984 | Twist and Shout       | I Can't Explain                                          | —          | —          | —          | Who's Last   |
| 2004 | Real Good Looking Boy | Old Red Wine                                             | —          | —          | —          | Then and Now |
| 2006 | It's Not Enough       | Tea & Theatre                                            | —          | —          | 37         | Endless Wire |